# 王真 (明朝)
王真（？—1402年），陝西承宣布政使司西安府咸寧縣（今陝西省西安市）人，明朝軍事將領、靖難之役人物。
洪武年間，其由士兵起家，后累功至燕山右護衛百戶。靖難之役時，燕王朱棣起兵，王真參與攻打北京九門，后戰永平、真定，攻下廣昌，襲擊雁門。之後跟隨大軍攻破滄州，追趕中央軍到滑口，俘虜七千餘人。后累任都指揮使。淝河之戰，王真與白義、劉江各帥百騎誘平安軍，并伏擊，之後因援兵不繼而被困重傷，大呼“我義不死敵手。”遂自殺。朱棣即位后，追封其為金鄉侯，謚忠壯。明仁宗時，追封其為寧國公，加號效忠。王真有一子王通。